# Adesmia schickendanztii
Adesmia schickendanztii là một loài thực vật có hoa trong họ Đậu. Loài này được Griseb. miêu tả khoa học đầu tiên.